# Кукљић
Кукљић је насељено мјесто у Лици. Припада граду Госпићу, у Личко-сењској жупанији, Република Хрватска.

## Географија
Кукљић је удаљен око 20 км југоисточно од Госпића. У близини насеља пролази државни пут D50, Грачац — Госпић.

## Историја
Кукљић се од распада Југославије до августа 1995. године налазио у Републици Српској Крајини.

## Становништво
Према попису из 1991. године, насеље Кукљић је имало 133 становника, међу којима је било 124 Срба, 3 Хрвата и 6 Југословена. Према попису становништва из 2001. године, Кукљић је имао 4 становника. Према попису становништва из 2011. године, насеље Кукљић је имало 13 становника.
| Националност       | 1991. | 1981. | 1971. | 1961. |
| Срби               | 124   | 153   | 204   | 240   |
| Југословени        | 6     | 1     |       |       |
| Хрвати             | 3     | 2     |       | 29    |
| остали и непознато |       |       |       | 1     |
| Укупно             | 133   | 156   | 204   | 270   |

| Демографија | Демографија | Демографија |
| Година      | Становника  | Становника  |
| ----------- | ----------- | ----------- |
| 1961.       | 270         |             |
| 1971.       | 204         |             |
| 1981.       | 156         |             |
| 1991.       | 133         |             |
| 2001.       | 4           |             |
| 2011.       |             | 13          |